# Anthela ariprepes
Anthela ariprepes là một loài bướm đêm thuộc họ Anthelidae. Loài này có ở Úc.